# Khusraw Khan Barwari
Khusraw Khan Barwari Nasr al-Din (o Nasir al-Din) fou un esclau d'origen hindú al servei de Kutb al-Din Mubarak Shah I Khalji. Era del nivell més baix dels esclaus (parwari o bradu) però va obtenir la confiança del sultà i va ascendir ràpidament. Encara que es va convertir a l'islam, mai va creure en aquesta religió.
El 1318 fou enviat en expedició contra els pandya de Madurai. Després d'un complot contra la vida de Mubarak a finals del 1318, aquest sultà va portar una vida de disbauxa, sempre acompanyat de Khusraw, el seu favorit. La seva posició preeminent va fer néixer en Khusraw el desig d'ocupar el poder i va planejar l'assassinat del seu sobirà. Mubarak va tenir notícies de la conspiració però no hi va donar crèdit i no va fer res.
El 15 d'abril de 1320 Mubarak fou assassinat per partidaris de Khusraw la majoria hindús. El seu cap fou tallat i exposat al palau perquè fos vista per tots els cortesans, i l'endemà al matí Khusraw es va proclamar sultà amb el títol de Nasr al-Din o Nasir al-Din. Es diu que per obtenir el suport dels hindús va fer apostasia de l'islam doncs no li era fàcil obtenir el suport dels nobles hindús, ja que era d'una casta inferior i, per tant, menyspreat, però aquesta suposada apostasia és incerta; en tot cas si que sembla exacte que es van adorar als ídols hindús al palau, que exemplars de l'alcorà foren utilitzats com a tamborets, i que algunes dones musulmanes foren ultratjades. Els governadors musulmans de província desconeixen els fets que estaven passant a Delhi, i no es van oposar al nou sultà. La noblesa musulmana estava incomoda amb la situació i un dels seus caps, Djuna Khan Fakhr Malik (després sultà el 1325), va marxar de Delhi cap al territori que governava el seu pare Ghazi Malik (o Malik al-Ghazi) abans Malik Tughluk, amb seu a Samana. Aquest es va revoltar i va cridar a la guerra santa, dirigint la seva crida a sis governadors de la zona occidental, dels quals un se li va unir i dos més que no van voler foren assassinats per les seves tropes que van entrar a la revolta; un quart governador va haver d'unir-se a la rebel·lió sota pressió de les seves tropes revoltades; els altres dos van romandre lleials a Khusraw. Aquest va repartir riqueses entre els militars per assegurar-se el seu siport, i va enviar un exèrcit manat pel seu germà contra els rebels, però fou derrotat (3 de setembre); un segon exèrcit fou igualment derrotat; la tercera i darrera batalla es va lliurar prop de la fortalesa de Indrapat i Khusraw fou derrotat i va fugir (6 de setembre). Atrapat poc després Ghazi Malik va ordenar la seva execució per decapitació (7 de setembre de 1320)
Ghazi Malik va esdevenir el senyor del país sense oposició i com que no quedava cap membre de la família khalji, l'endemà l'assemblea (jamaa) de nobles li va oferir la corona, que inicialment va refusar però al final va acceptar agafant el títol de Ghiyath al-Din Tughluk Shah I i fundant la dinastia tughlúquida (8 de setembre de 1320)